# Ahmadu Bello
Sir Ahmadu Bello KBE (12 de juny de 1910 – 15 de gener de 1966) fou un polític nigerià, primer ministre en cap (primer ministre) de la regió del Nord de Nigèria de 1954 a 1966. Era el Sardauna de Sokoto i un dels dirigents prominents de Nigèria del Nord junt amb Abubakar Tafawa Balewa, sent ambdós destacats en les negociacions sobre la posició de les regions en una Nigèria independent. Com a dirigent del Congrés dels Pobles del Nord, va dominar la política nigeriana a la primera Federació de Nigèria i la Primera República nigeriana.

## Biografia
El 1934 Bello va ser nomenat cap de Districte de Rabah sota l'enquadrament colonial i el 1938, aconseguí una promoció com a Cap Divisional de Gusau (avui dia a l'estat de Zamfara). El 1938, a l'edat de 28 anys, va fer intents d'esdevenir sultà de Sokoto però no va ser exitós, perdent enfront de Siddiq Abubakar III que va regnar per 50 anys fins a la seva mort el 1988. El nou sultà va fer immediatament a Ahmadu Bello Sardauna (Cap militar) de Sokoto, un títol honorari i el va promoure al Consell de l'Autoritat Nativa de Sokoto; aquests títols automàticament el van fer el Cap Assessor Polític del Sultà. Més tard, va ser posat al front de la província de Sokoto per supervisar 47 districtes i el 1944 va tornar amb el sultà al palau per treballar com a Secretari en Cap de l'Administració Nativa Estatal.
En els anys 1940, va establir el Jamiyya Mutanen Arewa que més tard esdevindria el Northern People's Congress (NPC) el 1951. El 1948, aconseguí una beca de govern i va marxar a Anglaterra per estudiar Administració de Govern Local que va ampliar la seva comprensió i coneixement de la governança. Com a successor-en espera al tron del sultà, va portar el turbant. El 1943, un drama el va expulsar quan va ser presentat davant el tribunal del sultà per apropiació de la taxa del "jangali" (bestiar) de la regió de Gusau, per la qual era conseller.
Després de retornar de Gran Bretanya, va ser nomenat per representar la província de Sokoto en la Cambra Baixa de l'Assemblea regional. Com a membre de l'assemblea, fou una veu notable en els interessos del nord i va abraçar un estil de consulta i consens amb els representants dels més importants emirats del nord: Kano, Bornu i Sokoto.
En les primeres eleccions de Nigèria del Nord el 1952, Ahmadu Bello va guanyar un escó a la Cambra Baixa de l'Assemblea, i esdevingué un membre del consell executiu regional com a ministre d'Obres. Bello fou successivament ministre d'Obres, de Govern Local, i de Desenvolupament Comunitari a la Regió del Nord de Nigèria.
El 1954, Bello esdevenia el primer cap de govern (ministre en cap o primer ministre) de Nigèria del Nord. En les eleccions de 1959 que van portar a la independència, Bello va dirigir el NPC per guanyar un bon nombre d'escons parlamentaris. El seu partit NPC va forjar una aliança amb Nnamdi Azikiwe del Consell Nacional de Nigèria i els Cameruns (National Council of Nigeria and the Cameroons NCNC) per formar el primer govern federal nadiu de Nigèria que va dirigir la independència de Gran Bretanya el 1960. Després de la independència podia formar part del govern federal de Nigèria, però Bello va escollir restar primer ministre de Nigèria del Nord i va cedir la posició de primer ministre de la Federació al seu adjunt com a president del NPC, Abubakar Tafawa Balewa.
Bello fou assassinat el 15 de gener de 1966 en un cop d'estat que va deposar el primer govern independent. Encara servia aleshores com a primer ministre de Nigèria del Nord.

## Llegat
Bello va llegar la modernització i unificació de les diverses persones de Nigèria del Nord.
La Universitat Ahmadu Bello s'anomena així per ell. El seu retrat adorna els bitllets de 200 naira; va deixar tres filles.